# Wołodymyr Odariuk
Wołodymyr Serhijowycz Odariuk, ukr. Володимир Сергійович Одарюк (ur. 13 lutego 1994) – ukraiński piłkarz, grający na pozycji napastnika.

## Kariera piłkarska

### Kariera klubowa
Wychowanek klubu Worskła Połtawa, barwy którego bronił w juniorskich mistrzostwach Ukrainy (DJuFL). 5 września 2012 rozpoczął karierę piłkarską w juniorskiej drużynie Worskły. 18 października 2015 debiutował w podstawowym składzie klubu. 14 lutego 2019 został wypożyczony do Hirnyka-Sport Horiszni Pławni. 27 czerwca 2019 opuścił połtawski klub.

## Sukcesy i odznaczenia

### Sukcesy klubowe
Worskła Połtawa
- brązowy medalista Ukraińskiej Premier-lihi: 2017/18